# Chlamyphorus truncatus
Chlamydophore tronqué, Tatou tronqué, Tatou nain d'Argentine
Genre
Espèce
Statut de conservation UICN

 DD  : Données insuffisantes
Le  Chlamydophore tronqué  (Chlamyphorus truncatus)  aussi appelé Tatou tronqué ou Tatou nain d'Argentine, est une petite espèce de tatou (12 à 15 cm de long) que l'on trouve dans le centre-ouest de l'Argentine où les habitants l'appellent «Pichi ciego » (petit tatou aveugle). Il a été décrit par Richard Harlan en 1825. C'est la seule espèce du genre Chlamyphorus.

## Description physique et caractères comportementaux

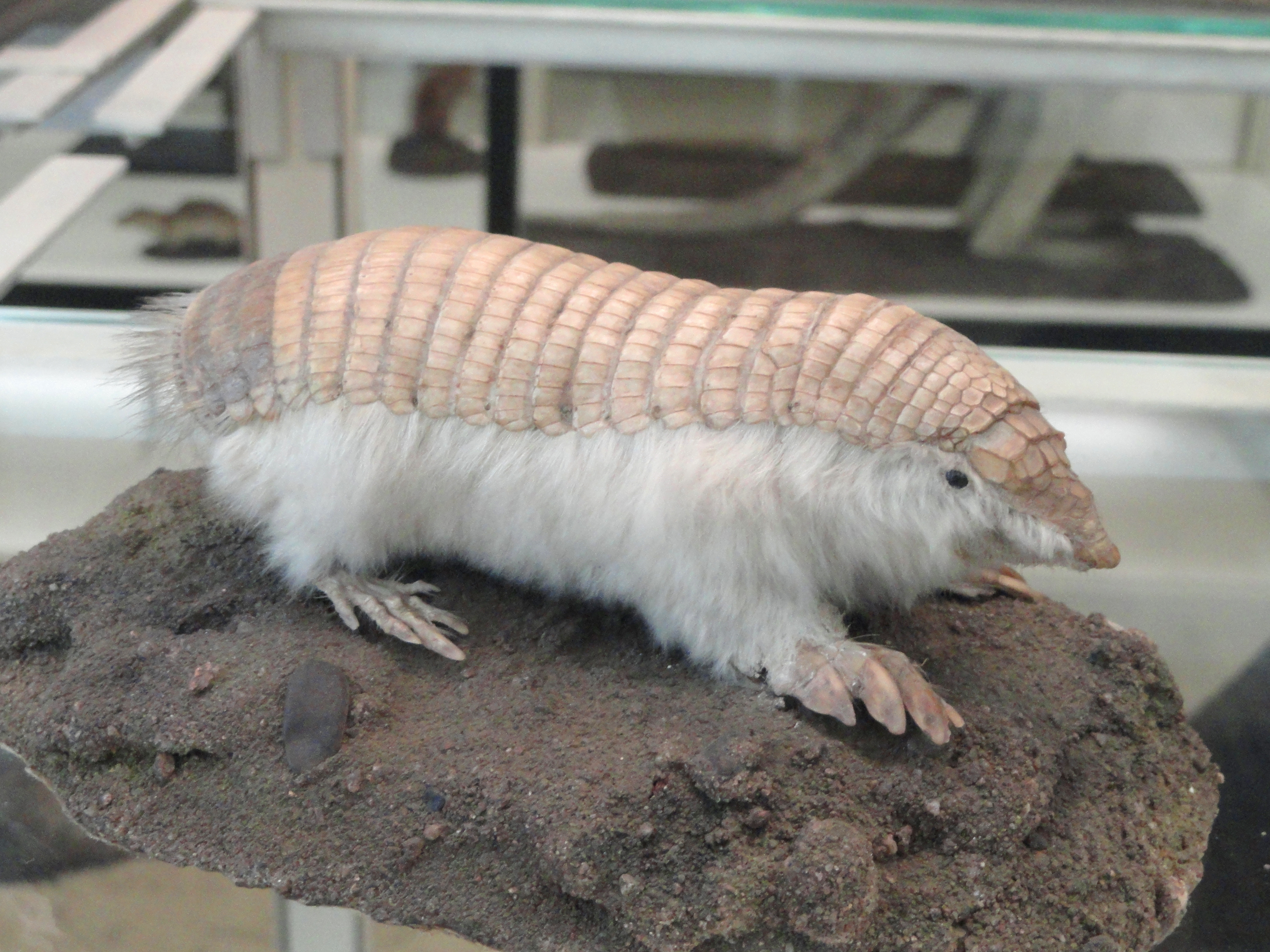
Tatou tronqué naturalisé

Le Chlamydophore tronqué possède une carapace rose pâle articulée faite de 23 à 25 rangées de plaques osseuses fichées dans sa peau et couvertes d'un épiderme corné. Son ventre est recouvert de longs poils (il a également des poils sous sa carapace). Son pelage est blanc, doux et soyeux. Ses yeux sont très petits et il n'a pas de pavillon auditif. Le tatou nain d'Argentine est équipé de griffes puissantes et d'une queue en forme de spatule de 2 ou 3 cm. Il est long de 12 à 15 cm et pèse plus ou moins 120 g.
Il est le plus petit représentant de l'ordre des Cingulata.
Le tatou nain creuse la terre très rapidement et s'enfouit si on l'inquiète. Il creuse le sol de ses pattes antérieures, en appui sur ses membres postérieurs et sa queue rigide. Les membres sont tous terminés par 5 griffes. Il vit dans des galeries et émerge de son gîte au crépuscule pour se nourrir. Le chlamydophore tronqué s'est révélé difficile à élever en captivité, et l'on ignore tout de sa reproduction.

## Régime alimentaire
Comme beaucoup de tatous, c'est un omnivore s'alimentant d'une large variété de plantes et de matières animales (fourmis, termites, vers, etc.).

## Répartition

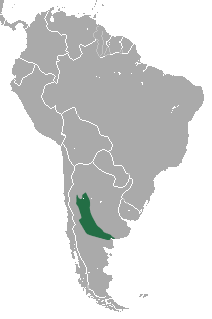
Répartition de l'espèce en Amérique du Sud.

Le Chlamydophore tronqué est endémique de l'Argentine où il vit dans les plaines sèches et sableuses du centre-ouest du pays.

## Efforts de conservation

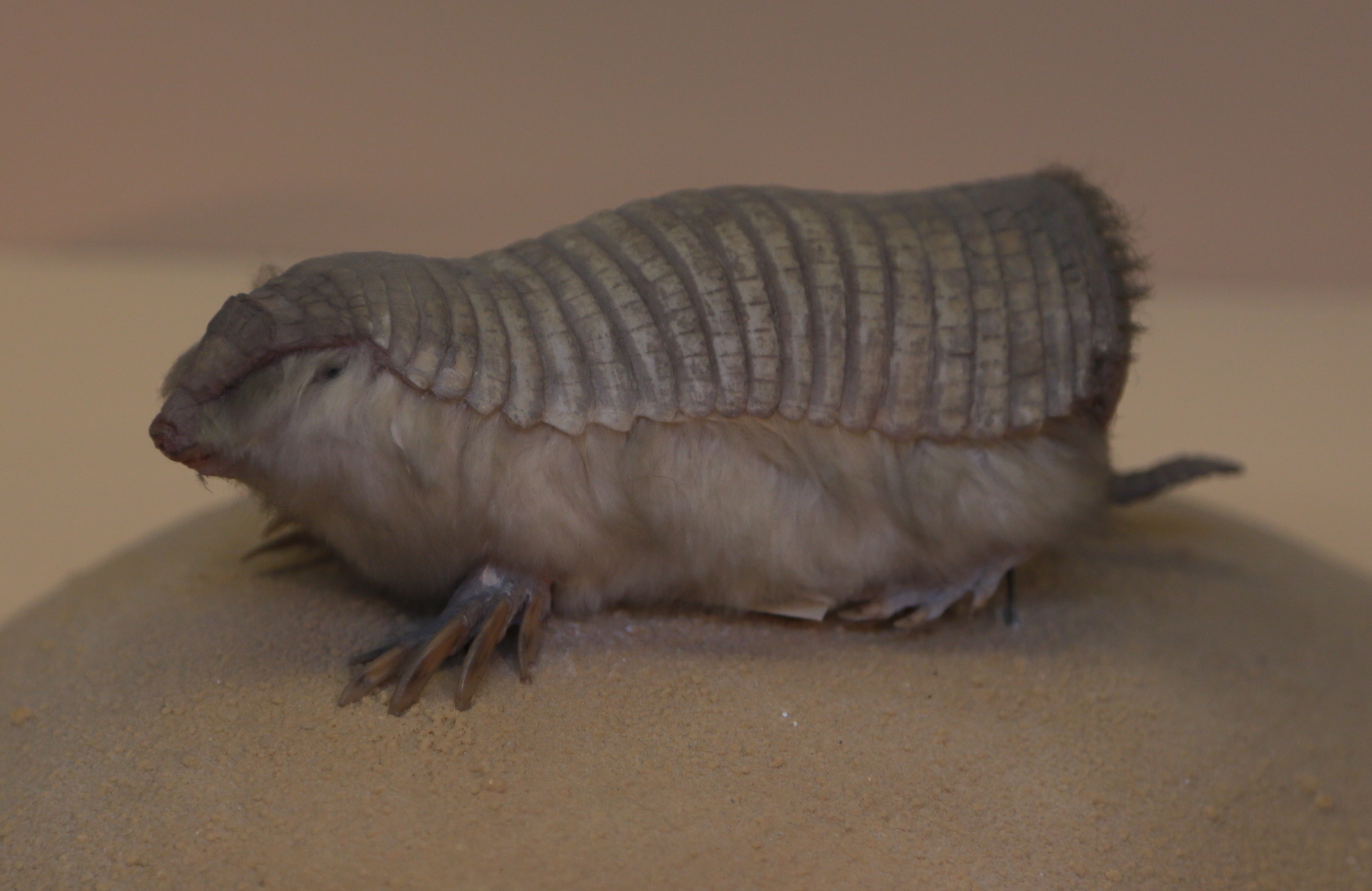
Chlamyphorus truncatus

En 2006, le tatou tronqué a été placé dans la catégorie quasi menacée sur la Liste rouge de l'UICN, Union internationale pour la conservation de la nature. En 2008, il a été déplacé vers la catégorie des données insuffisantes en raison du manque d'informations scientifiques sur la dynamique des populations et l'histoire naturelle.
Les observations sur le terrain ont  confirmé sa rareté et sa moindre fréquence qu'auparavant, même si le chlamyphorus truncatus est déjà difficile à observer en raison de son mode de vie nocturne d'animal fouisseur.